# Rysslands arktiska öar

Norra Ryssland.

Rysslands arktiska öar i Norra ishavet med en kustlinje på 24 140 km sträcker sig från Viktorijaön i distriktet Nordvästra distriktet genom Uraliska distriktet, Sibiriska distriktet till Stora Diomedeön i Fjärran Österns distriktet. Rysslands arktiska kust utgör drygt 50 % av Norra ishavets totala kustlinje.

## Geografi
Rysslands arktiska öar ligger alla inom Norra polcirkeln och utspridda över Norra ishavets randhav Barents hav, Karahavet, Nordenskiölds hav, Östsibiriska havet och Tjuktjerhavet. Området sträcker sig över 7 000 km från Karelen i väst till Tjuktjerhalvön i öst.
Den största ön är Novaja Zemljas Nordö ("Severnyj Ostrov"] som med sina cirka 48 904 kvadratkilometer är Rysslands näst största ö efter Sachalinön, Europas fjärde största ö och sjätte största ö bland Norra ishavets öar. De geografiska koordinaterna för öns sydspets är 74°30′N 57°30′Ö / 74.500°N 57.500°Ö

## Öar och ögrupper
Området omfattar från väst till öst:

### Barents hav

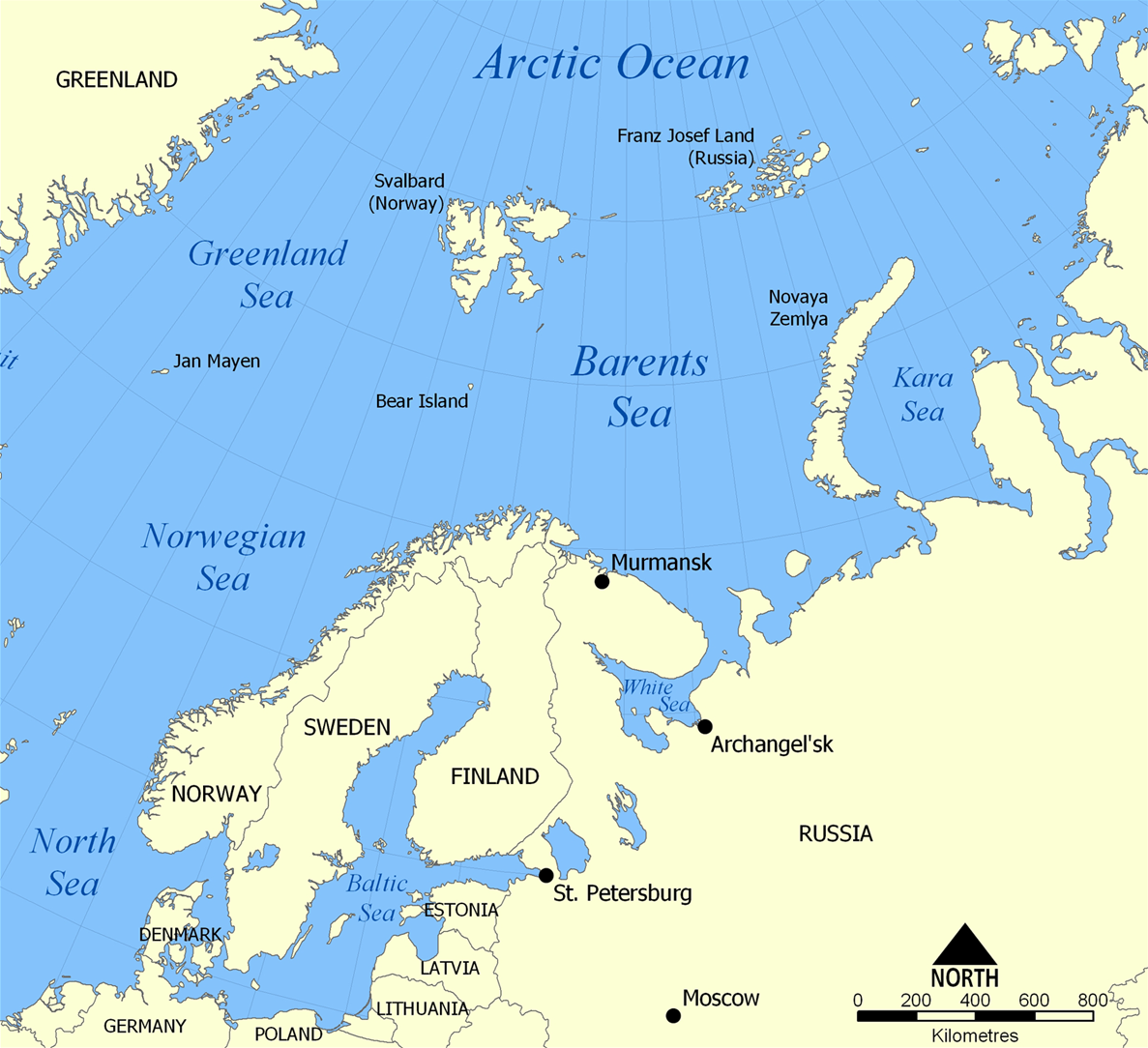
Barents hav och Karahavet.

- Viktorijaön (Остров Виктория; Ostrov Viktorija), cirka 14 km²

- Frans Josefs land (Земля Франца Иосифа; Zemlja Frantsa-Iosifa), cirka 16 134 km², med Kap Fligely världsdelen Europas nordligaste landpunkt
  - Wilczeks land (Земля Вильчека; Zemlja Viltjeka), cirka 2 054 km²
  - Graham Bellön (Остров Греэм-Белл, Ostrov Greem-Bell), cirka 1 709 km²
  - Prins Georgs land (Земля Георга, Zemlja Georga, 2 821 km²
  - Alexandras land (Земля Александры, Zemlja Aleksandry), 1 051 km²
  - Halls ö (Остров Галля, Ostrov Gallja), cirka 1 049 km²
  - Salisburyön (Остров Солсбери; Ostrov Solsberi), cirka 960 km²

- Kolgujevön (о́стров Колгу́ев, Ostrov Kolgujev), cirka 3 497 km²

- Novaja Zemlja (Новая Земля, Novaja Zemlja), cirka 90 650 km²
  - Severnyjön (о́стров Се́верный, ostrov Severnyj, "Nordön"), cirka 48 904 km²
  - Juzjnyjön (Южный остров, Juzjnyj ostrov, "Sydön"), cirka 33 275 km²
  - Vajgatjön (Вайга́ч, Vajgatj), cirka 3 398 km²

### Karahavet
- Belyjön (Остров Белый, Ostrov Belyj), cirka 1 810 km²

- Sjokalskijön (Остров Шокальского, Ostrov Sjokalskogo), cirka 428 km²

- Vilkitskijön (Остров Вильки́цкого; Ostrov Vilkitskogo), cirka 154 km²

- Olenijön (Остров Олений, Ostrov Olenij), cirka 1 197 km²

- Sibirjakovön (Остров Сибирякова, Ostrov Sibirjakova), cirka 846 km²

- Arktiska institutets öar (Острова Арктического института, Ostrova Arktitjeskogo instituta), cirka 259 km²

- Izvestij TSIK-öarna (Острова Известий ЦИК, Ostrova Izvetsij TSIK), cirka 102 km²

- Vizeön (Остров Визе, Ostrov Vize), cirka 289 km²

- Usjakovön (Остров Ушакова, Ostrov Usjakova), cirka 328 km²

- Nordenskiöldöarna (Архипелаг Норденшельда, Archipelag Nordensjelda), cirka 5 000 km²
  - Litkeöarna (острова Литке; Ostrova Litke)
  - Tsivolköarna (острова Циволько; Ostrova Tsivolko)
  - Pachtusovöarna (острова Пахтусова; Ostrova Pachtusova)
  - Vostotjnyjeöarna (Восточные острова; Vostotjnyje ostrova)
  - Vilkitskijöarna, (острова Вилькицкого, Ostrova Vilkitskogo)
  - Tajmyrön (Ostrov Taymyr)

- Severnaja Zemlja (Северная Земля, Severnaja Zemlja) cirka 36 554 km²
  - Oktoberrevolutionens ö (Остров Октябрьской Революции, Ostrov Oktiabrskoj Revoljutsii), cirka 14 204 km²
  - Bolsjevikön (о́стров Большеви́к, Ostrov Bolsjevik), cirka 11 206 km²
  - Komsomoletsön (остров Комсомолец, Ostrov Komsomolets), cirka 8 812 km², världsdelen Asiens nordligaste landpunkt
  - Pionjärön (о́стров Пионе́р, Ostrov Pioner), cirka 1 527 km²

### Nordenskiölds hav(Laptevhavet)

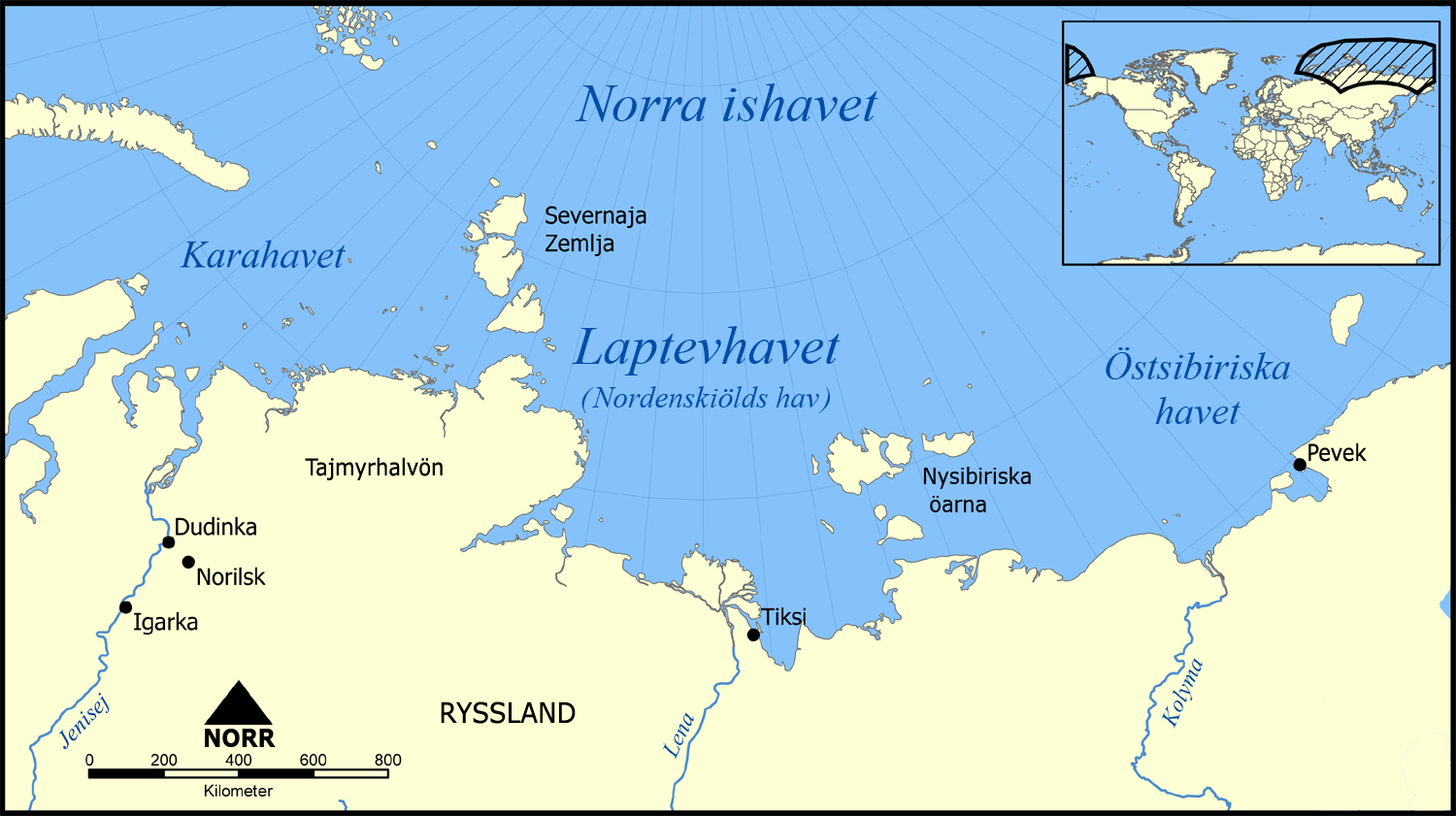
Laptevhavet och Östsibiriska havet.

- Nysibiriska öarna (Новосиби́рские острова, Novosibirskije ostrova), cirka 36 290 km²
  - Anzjus öar (Oстрова Анжу, Ostrova Anzju), cirka 29 900 km²
  - De Longöarna (Острова Де-Лонга, Ostrova De-Longa), cirka 230 km²
  - Ljachovskijöarna (Ляховские острова, Ljachovskije Ostrova), cirka 6 100 km²

### Östsibiriska havet
- Medvezjiöarna (Медвежьи острова, Medvezji ostrova), cirka 65 km²

- Ajonön (Айон, Ajon), cirka 2 000 km²

- Wrangels ö (о́стров Вра́нгеля, Ostrov Vrangelja), cirka 7 608 km²

### Tjuktjerhavet

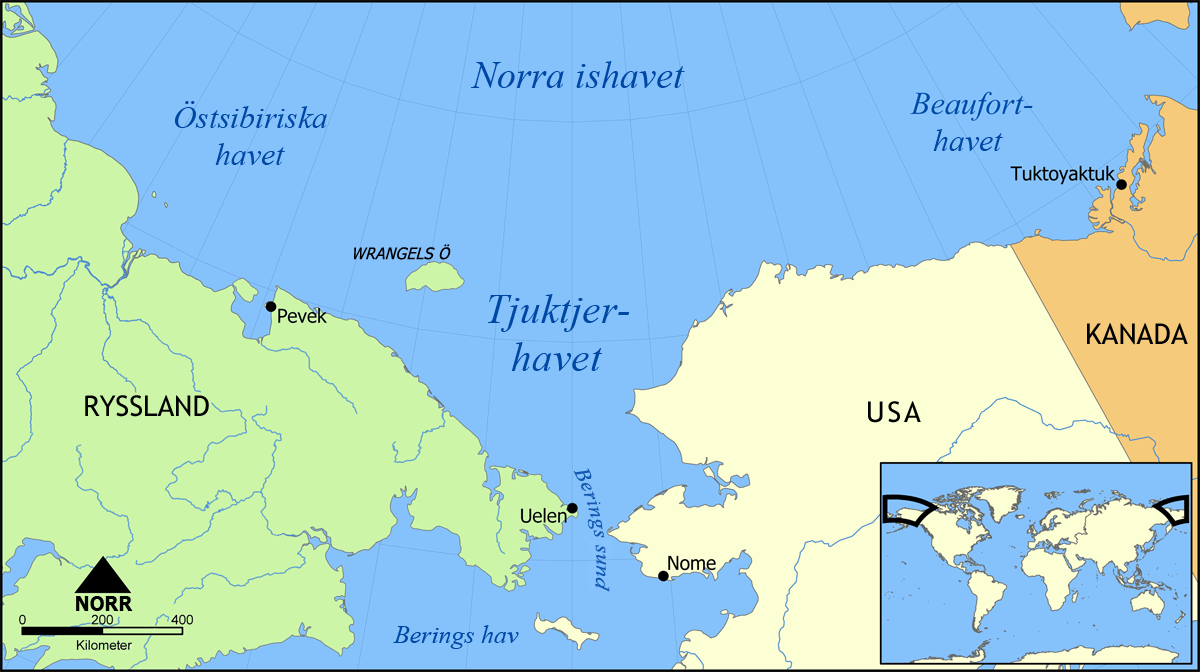
Laptevhavet och Tjutkerhavet.

- Stora Diomedeön (остров Ратманова, Ostrov Ratmanova), cirka 29 km², världsdelen Asiens östligaste landpunkt